# ピアノ協奏曲 (スヴェトラーノフ)
ピアノ協奏曲　ハ短調は、エフゲニー・スヴェトラーノフが作曲したピアノ協奏曲。

## 作曲の経緯と初演
1976年に完成され、作曲者自身のピアノ独奏、ウラディーミル・ヴェルビツキー指揮、ソヴィエト国立交響楽団により初演された。日本初演は1978年10月20日、NHKホールにおいてニコライ・ペトロフ独奏、作曲者指揮、ソヴィエト国立交響楽団により行われた。なお、2002年10月11日、NHKホールにおいて行われたNHK交響楽団の第1470回定期演奏会で横山幸雄独奏、ヨアフ・タルミ指揮により再演されている。なお、この演奏会は本来スヴェトラーノフ自身が指揮する予定であったが、彼が急逝してしまったためにヨアフ・タルミが急遽代役をこなした。

## 作品の内容
第1楽章　Andante
ホ短調。冒頭、オーボエが美しく哀しい主題を吹く。クラリネットや弦楽器が寄り添う。この息の長い旋律が一通り終わると、ピアノが静かにこの主題を弾き始める。単純な伴奏のそこかしこにアルペジオを挟んでいる。クラリネットが対旋律を吹く。やがて、弦楽器に主題が受け渡され、ヴァイオリンがたっぷりと歌う。次第にこの主題が展開され、盛り上がってくる。盛り上がって来た頂点でシンバルが叩かれ、オーケストラの全合奏で主題が鳴り渡り、ピアノが華麗な音形で修飾する。突如全合奏がやんでピアノ独奏となり、カデンツァとなる。激しいカデンツァが終わると弦楽器と木管が主題を美しく奏し始め、ピアノが呼応する。穏やかに音楽は流れてゆき、ホルンが主題を奏し、ティンパニのロールで第2楽章へとアタッカで続いてゆく。演奏時間約8分。
第2楽章　Allegro
ハ短調。金管が暗く響き、全合奏で和音をぶつけ、弦楽の細かい伴奏の上でピアノがいかにもロシア的な主題を出す。この主題は弦楽器に受け渡され、転調してゆく。そして、一つの頂点をつくり、ピアノが激しく響く。続いてホルンと木管に導かれてピアノが変ホ長調で第1主題に類似した旋律を出す。これが第2主題である。弦楽器との美しい対話。それはいつしか管楽器も加わって非常に美しい情景を描き出す。全合奏で頂点をつくり、木管とピアノが対話し、木管と金管が第1主題を展開してゆく。フガートとなり、ピアノとオーケストラが渡り合い、金管の静かなコラールを挟んで弦楽器に主題が現れ、再び盛り上がり、ピアノが激しく動き回り、金管のファンファーレが響き、ついに打楽器も交えて伴奏する中ピアノとヴァイオリンに堂々と第1主題が回帰する。第2主題は弦楽合奏で美しく奏され、ピアノがこれを受け継ぎ、チェロのソロと静かに美しく対話する。全合奏で主題が鳴り渡り、壮大な頂点を築くと速度を速め、コーダに突入する。第1主題の変形された旋律をピアノが弾き続け、オーケストラが間の手を入れながら盛り上がり、シンバルが鳴り響いてハ短調で力強く締めくくる。演奏時間約12分。

## 録音
複数の録音が存在する。
- 作曲者独奏、ヴラディミール・ヴェルビツキー指揮、ソヴィエト国立交響楽団（Melodiya C10 21879 048）
- 作曲者独奏、マクシム・ショスタコーヴィチ指揮、モスクワ放送交響楽団（Russian Disc RD CD 11 043）
- ニコライ・ペトロフ独奏、作曲者指揮、ソヴィエト国立交響楽団（Melodiya C10 10 313-14）
- ウラディーミル・オフチニコフ独奏、アレクサンドル・ドミトリエフ指揮、サンクトペテルブルク・アカデミー交響楽団（Water Lily Acoustics WLA075）